# Danesfahan
Danesfahān (farsi دانسفهان) è una città dello shahrestān di Boyinzahra, circoscrizione di Ramand, nella provincia di Qazvin in Iran. Aveva, nel 2006, una popolazione di 8.687 abitanti.